# Florida-Strumpfbandnatter
Die Florida-Strumpfbandnatter (Thamnophis sirtalis similis), auch als Blaue Strumpfbandnatter bekannt, ist eine Unterart der Gewöhnlichen Strumpfbandnatter (Thamnophis sirtalis). Erstmals wissenschaftlich beschrieben wurde sie im Jahre 1965 von dem US-amerikanischen Herpetologen Douglas Rossman.

## Merkmale
Die Florida-Strumpfbandnatter erreicht eine Körperlänge zwischen 51 und 66 cm, das größte dokumentierte Tier maß 99,7 cm. Der Körper ist schlanker gebaut als bei der Nominatform, der Kopf setzt sich kaum vom Körper ab. Die Augen sind groß mit runder Pupille. Die Körperschuppen sind gekielt, die Analschuppe (Scutum anale) ist einteilig. Eine eindeutige Identifizierung (besonders gegenüber Thamnophis sauritus nitae) verlangt häufig die Bestimmung der Lage der seitlichen Streifen – bei der Florida-Strumpfbandnatter auf den Schuppenreihen 2 bis 3. Insgesamt zeichnet die Schlange drei Längsstreifen, zwei seitliche und ein dorsaler Streifen. Die seitlichen Bänder sind schmutzgelb bis grünlich, der Rückenstreifen weist dieselbe, durchaus aber auch bläulich-weiße Färbung auf. Die Grundfarbe liegt zwischen dunkelgrau und sehr dunklem braun. Die Oberlippenschilder (Suprallabilalia) und die Bauchseite sind hell, auch die Schnauze ist aufgehellt. In der Mitte der Kopfoberseite befindet sich ein heller Punkt, der durch die Scheitelschilder (Parietale) halbiert wird.

## Lebensweise
Die Florida-Strumpfbandnatter ist tagaktiv und bodenbewohnend. Sie kommt in unmittelbarer Nähe zu stehenden Gewässern vor, bei Gefahr flieht sie ins Wasser. Das Tier ernährt sich recht vielfältig, in erster Linie von Fischen, Amphibien und Regenwürmern. Wie alle Strumpfbandnattern pflanzt sich auch die Florida-Strumpfbandnatter durch Ovoviviparie (Ei lebendgebärend) fort. Paarungszeit und Paarungsverhalten werden durch Regen- und Trockenperioden bestimmt. Die Jungschlangen messen bei der Geburt zwischen 18,4 und 23,2 cm.

## Vorkommen
Die Florida-Strumpfbandnatter ist innerhalb von Westflorida von Wakulla County im Norden bis zum Withlacoochee River im Süden verbreitet. Sie besiedelt gewässernahe Sumpfgebiete und Kiefernwälder der küstennahen Tiefebenen.